# Shakehand
Shakehand ist eine Art der Schlägerhaltung im Tischtennis. Der Name rührt daher, dass man den Tischtennisschläger hierbei so greift, als würde man jemandem die Hand geben. Eine andere, vor allem in Asien verbreitete Schlägerhaltung, ist Penholder.

## Haltung
Bei der Shakehandhaltung umschließen nicht alle fünf Finger den Schlägergriff, sondern nur der Mittel- und Ringfinger sowie der kleine Finger. Der Daumen liegt auf der Vorhand-, der Zeigefinger auf der Rückhandseite des Schlägerblattes. Deshalb sieht es aus, als würde man jemandem die Hand reichen. Dass das Schlägerblatt von Daumen und Zeigefinger gehalten wird, führt zu einer besseren Kontrolle des Schlägerwinkels, einer besseren Fixierung des Schlägers in der Hand und zu einer deutlicheren Wahrnehmung des Ballkontaktes – insgesamt zu einer besseren Kontrolle, als wenn man mit allen fünf Fingern den Griff umschlösse.
- Shakehand-Schlägerhaltung Vorhandseite
- Shakehand-Schlägerhaltung Rückhandseite

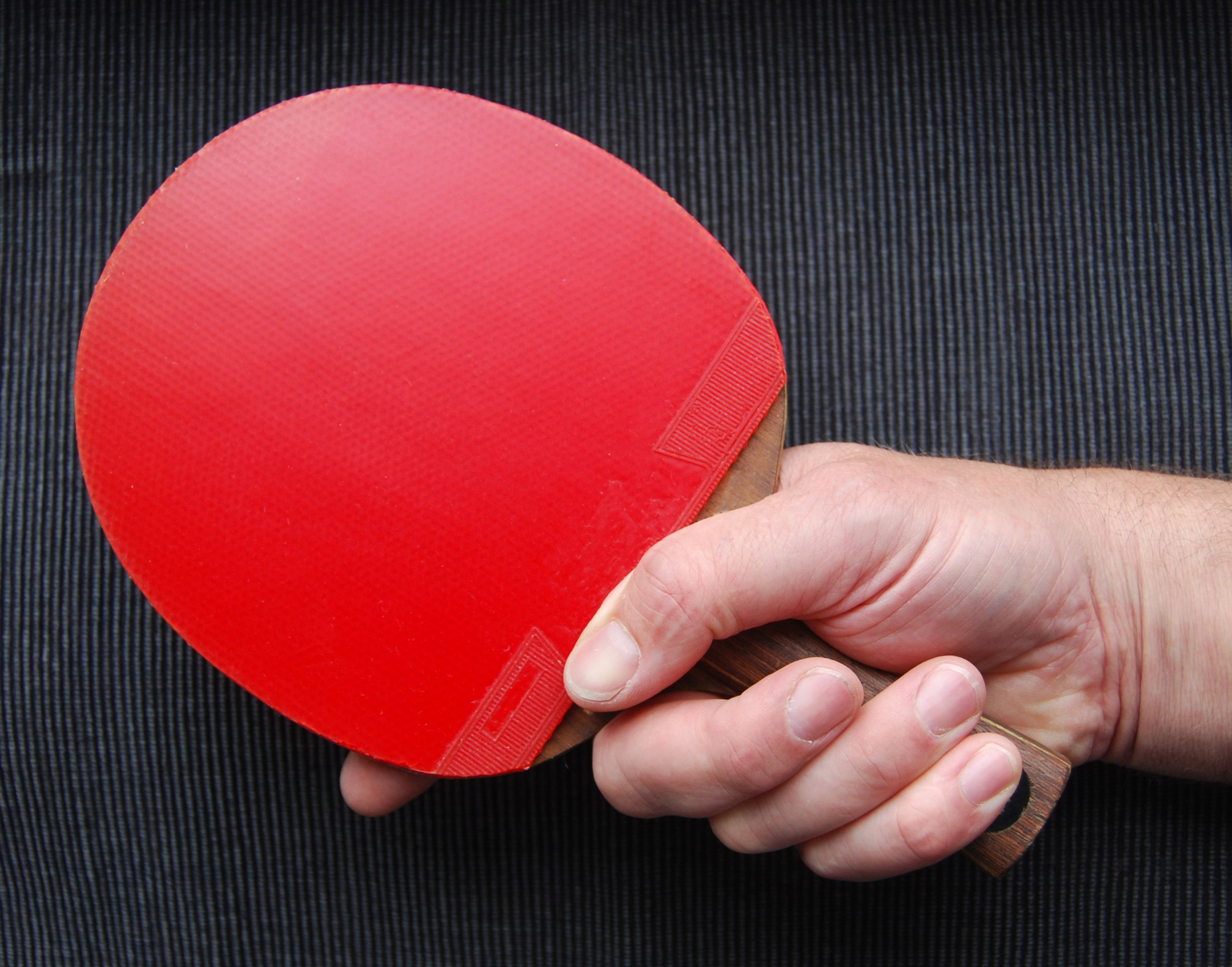
Shakehand-Schlägerhaltung Vorhandseite
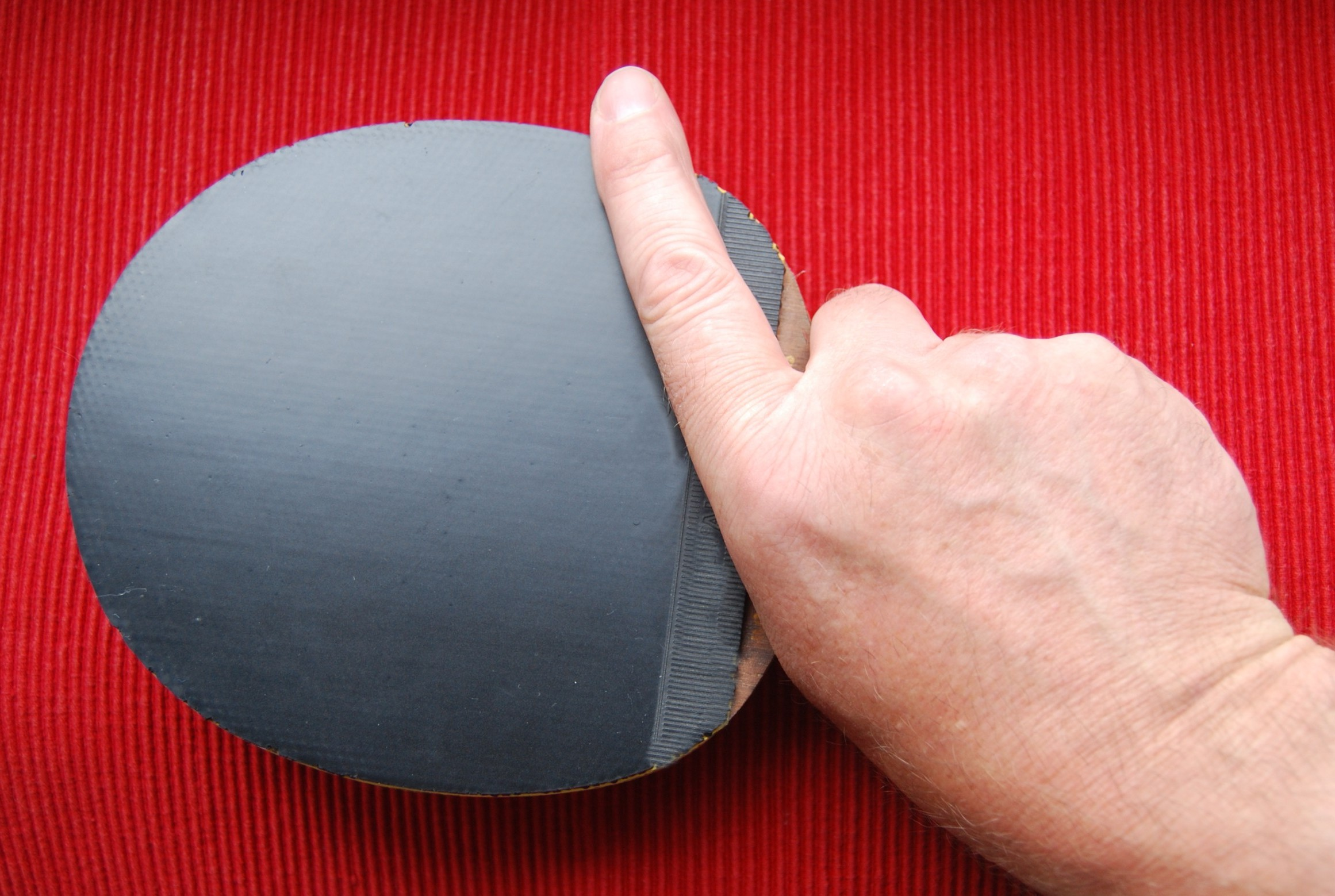
Shakehand-Schlägerhaltung Rückhandseite
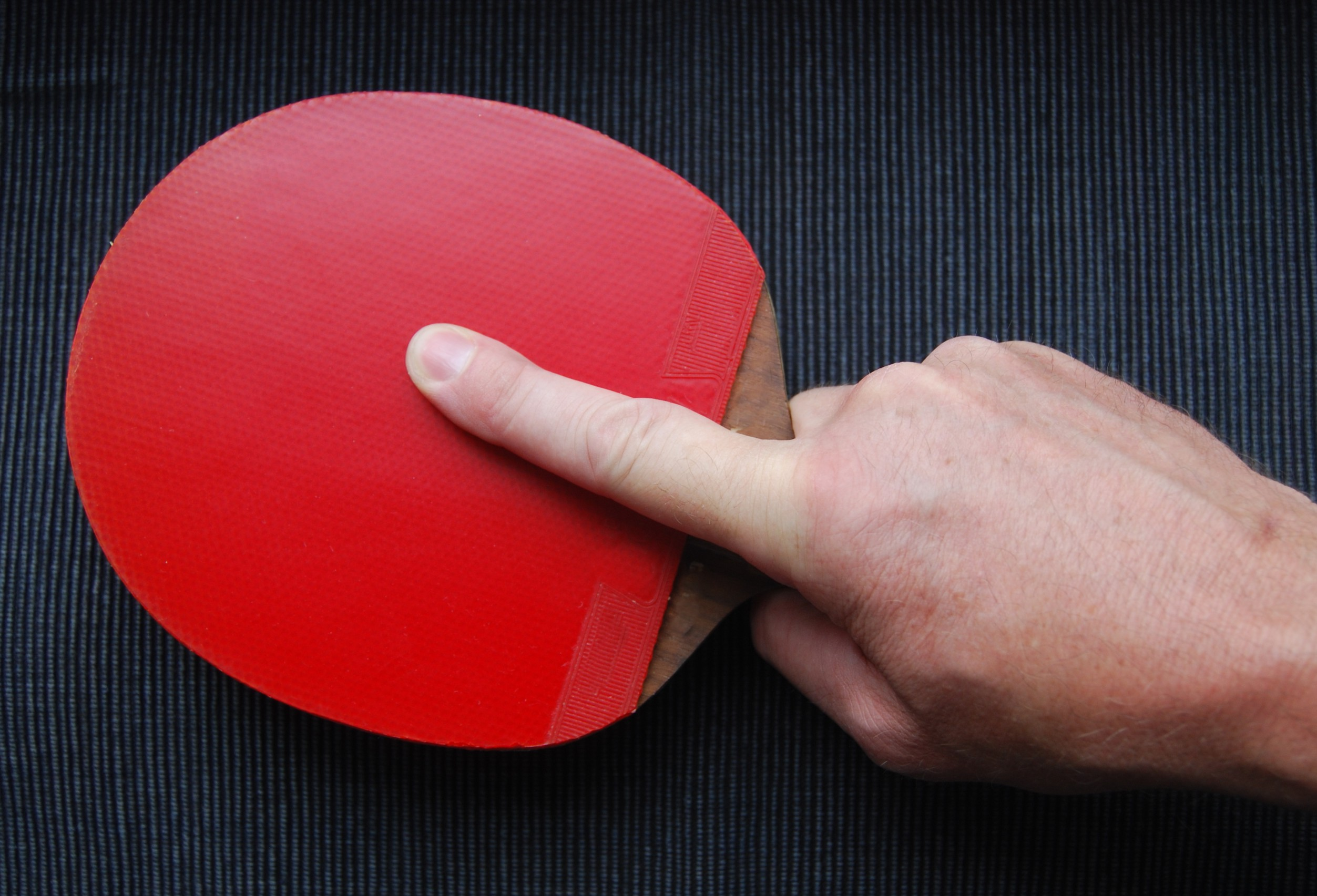
Häufiger Fehler bei der Shakehand-Schlägerhaltung

Die fehlerhafte Schlägerhaltung im dritten Bild ist bei Anfängern häufig anzutreffen. Das Schlägerblatt wird nicht ausreichend stabilisiert, der Schlägerwinkel ist nur schwer zu kontrollieren und der Ball kann beim Rückhandspiel den Finger treffen, da er sich in der Haupttrefferzone des Balles befindet. Dennoch kann man auch mit einer solch unorthodoxen Schlägerhaltung Weltmeister werden, was Nobuhiko Hasegawa 1967 in Stockholm und 1969 in München bewies.

## Verbreitung
In Europa wird fast ausschließlich die Shakehandhaltung verwendet. In Asien hingegen war die Penholder Schlägerhaltung Standard, bei der der Tischtennisschläger ähnlich einem Federhalter gefasst wird. Im neuen Jahrtausend verbreitete sich auch in Asien der Shakehand-Stil. 2012 waren von den 140 Olympiateilnehmern weniger als zehn Penholder-Spieler. 2014 waren in den Top 100 der Herren-Weltrangliste nur noch zwei chinesische Penholder-Spieler. 2023 spielten in den Top 100 der Weltranglisten nur 6 Herren und 6 Damen im Penholder-Stil, im März 2024 nur 3 Herren und 5 Damen. Shakehand hat entsprechend in Asien Penholder als Standard-Schlägerhaltung abgelöst.